# Hammars kyrka
Hammars kyrka är en kyrkobyggnad i Hammar, Askersunds kommun, Närke.

## Kyrkobyggnaden
Kyrkan i empirstil invigdes 1827 och rymde ursprungligen 1350 personer. Den ersatte en medeltidskyrka som var rik på träskulpturer. Den gamla kyrkan låg i den sydvästra delen av den nuvarande kyrkogården. Sockenmagasinet är sannolikt byggt på den tidigare kyrkans huvudingång och vapenhus.
Nuvarande kyrka ligger på en grusås, vilket förklarar dess nord-sydliga orientering med altare och kor vid södra sidan och kyrktorn vid norra sidan. Sakristian ligger vid södra sidan.
Från kyrktrappan är det en vidsträckt utsikt över Vättern och Tivedens skogar.

## Interiör och inventarier
- Dopfunten i sten är från 1100-talet. Tillhörande dopfat är från 1500-talets början. (Bild)
- Den romanska Hammarsmadonnan förvaras på Historiska museet. (Bild)
- Storklockan i tornet från 1400-talet är en av Sveriges största bevarade medeltida kyrkklockor.
- Sedan 1935 täcks kyrkans absid av monumentalmålningen "Det himmelska gästabudet", målat av Torsten Nordberg. Inspirationen kommer från Skovgaards målning med samma motiv i domkyrkan i  Viborg. Den målningen finns sedan 1960-talet i Klagsvík på Färöarna. Vid invigningen i Hammar 1935 närvarade Verner von Heidenstam som är född i församlingen.
- Träskulpturen i sakristian kommer från Rwanda och föreställer Jesusbarnet i famnen på sin mor Maria. Den är skänkt av Mikael Mogren, som är född och uppväxt i församlingen.

### Orgel
- 1680-talet byggdes en orgel med 3 stämmor. Orgeln skänktes av Tiselier.[2] Den är troligtvis byggd av Olof Jonae.
- 1832 flyttas en orgel hit från Kungsholms kyrka, Stockholm. Den var byggd 1753 av Jonas Gren och Petter Stråhle, Stockholm, orgeln hade 10 stämmor.
- Den orgel som i dag finns är byggd 1907 av Åkerman & Lund, Stockholm. Orgeln är mekanisk och har pneumatiska lådor. Fasaden är från orgeln som flyttades hit 1832.

| Manual I       | Manual II           | Pedal          | Koppel    |
| Borduna 16´    | Basetthorn 8´       | Subbas 16´     | I/P       |
| Principal 8´   | Rörflöjt 8´         | Violoncelle 8´ | II/P      |
| Dubbelflöjt 8´ | Salicional 8´       | Basun 16´      | II/I      |
| Gamba 8´       | Flûte Octaviante 4' |                | I 4'/I    |
| Octava 4'      | Waldflöjt 2'        |                | II 16'/II |
| Octava 2'      |                     |                |           |
| Trumpet 8'     |                     |                |           |

- Kororgeln är byggd 1977 av Robert Gustavsson Orgelbyggeri AB, Härnösand. Orgeln är mekanisk.

| Manual            | Pedal      | Koppel  |
| Gedacht 8’ B/D    | Subbas 16' | Man/Ped |
| Principal 4’ B/D  |            |         |
| Täckflöjt 4’ B/D  |            |         |
| Octava 2' B/D     |            |         |
| Nasat 1 1/3' B/D  |            |         |
| Crescendosvällare |            |         |

## Bilder

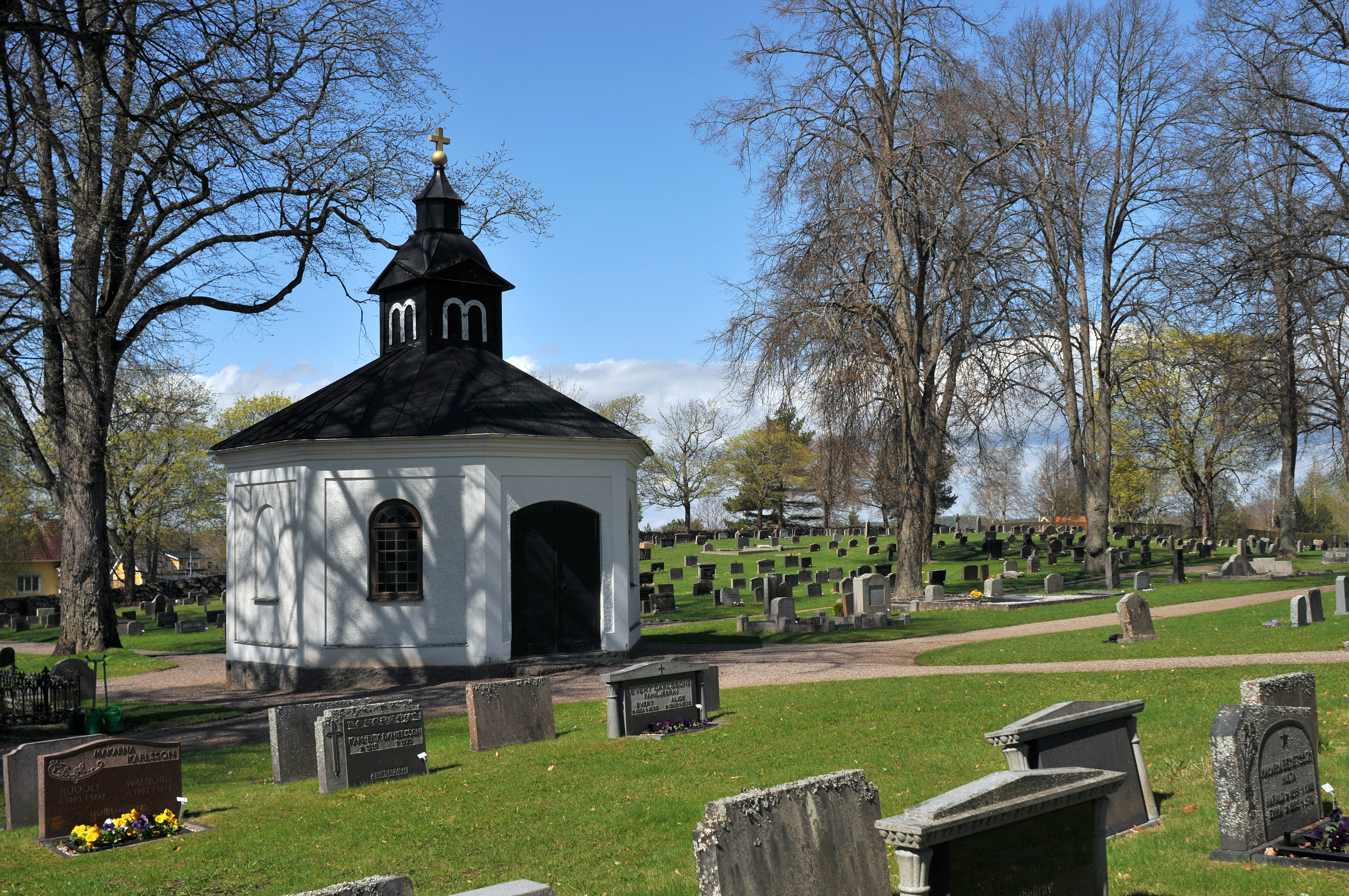
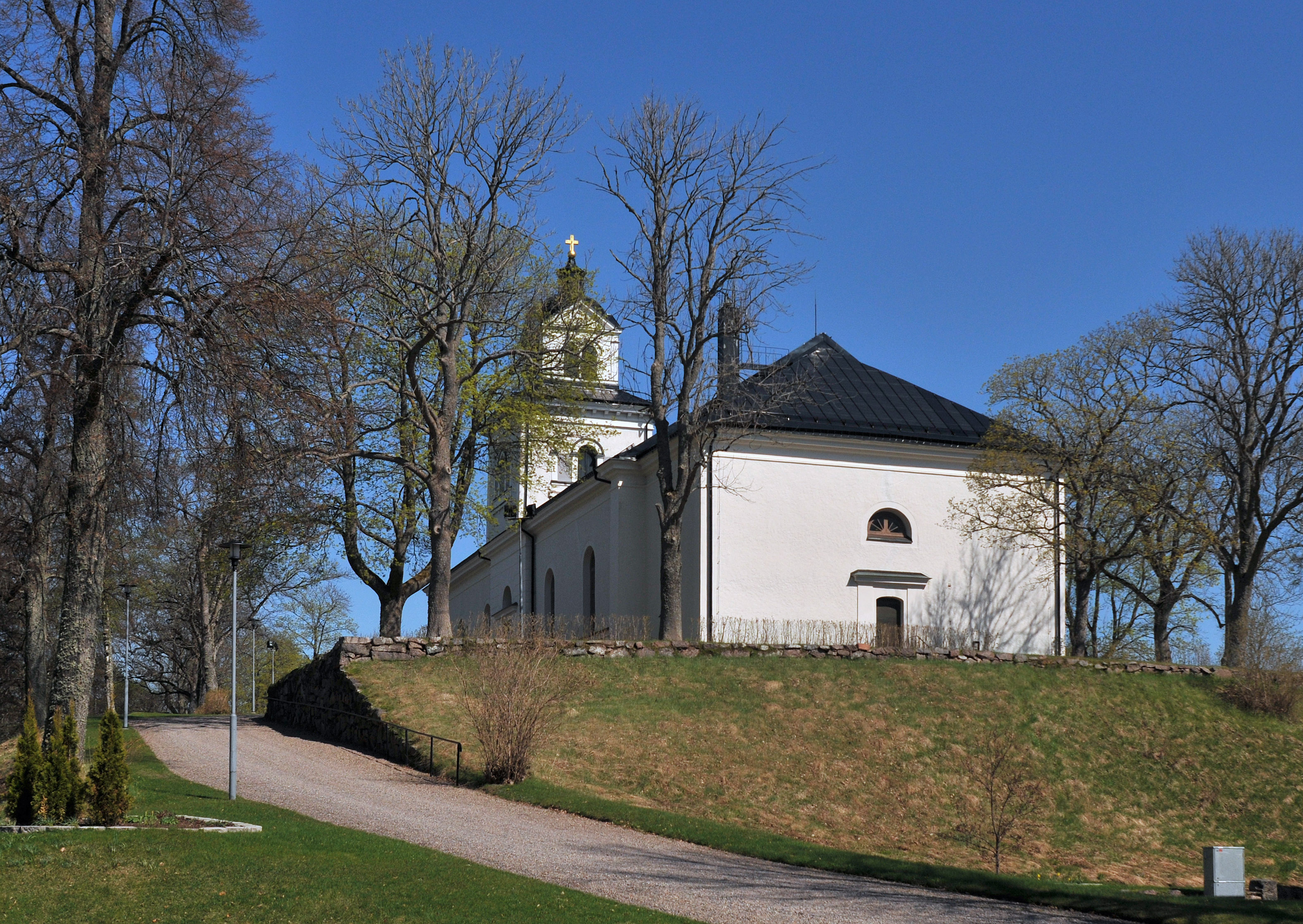
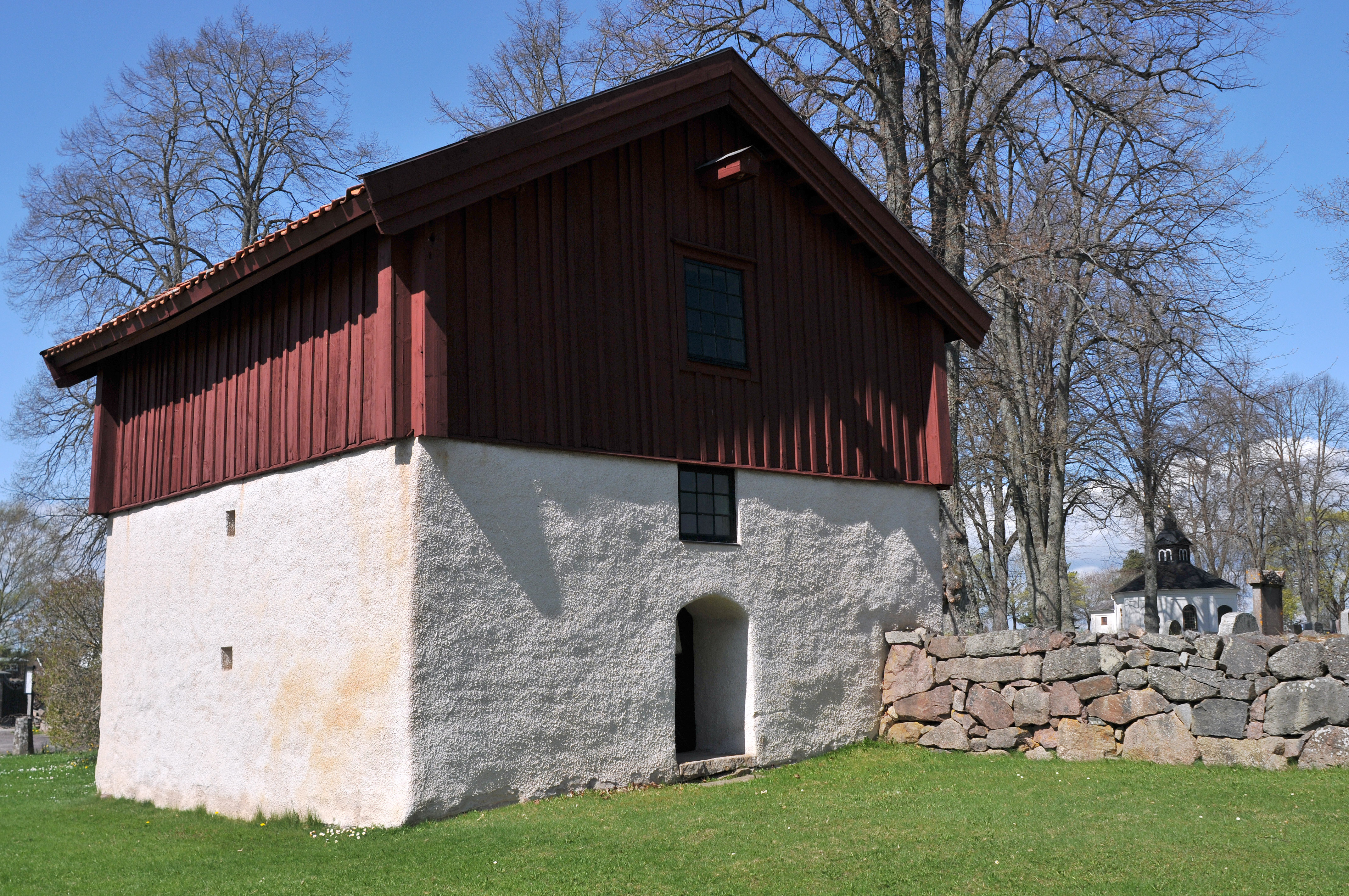
Sockenmagasinet.